# Elena Di Liddo
Elena Di Liddo (Bisceglie, 8 de septiembre de 1993) es una deportista italiana que compite en natación, especialista en el estilo mariposa.
Ganó dos medallas de bronce en el Campeonato Mundial de Natación en Piscina Corta, en los años 2018 y 2021, cinco medallas en el Campeonato Europeo de Natación entre los años 2018 y 2022, y cuatro medallas en el Campeonato Europeo de Natación en Piscina Corta, en los años 2019 y 2021.
Participó en los Juegos Olímpicos de Tokio 2020, ocupando el cuarto lugar en la prueba de 4 × 100 m estilos mixto y el sexto en 4 × 100 m estilos.

## Palmarés internacional
| Campeonato Mundial en Piscina Corta | Campeonato Mundial en Piscina Corta | Campeonato Mundial en Piscina Corta | Campeonato Mundial en Piscina Corta |
| Año                                 | Lugar                               | Medalla                             | Prueba                              |
| ----------------------------------- | ----------------------------------- | ----------------------------------- | ----------------------------------- |
| 2018                                | Hangzhou (China)                    | Medalla de bronce                   | 4 × 100 m estilos                   |
| 2021                                | Abu Dabi (EAU)                      | Medalla de bronce                   | 4 × 50 m estilos mixto              |
| Campeonato Europeo                  |                                     |                                     |                                     |
| Año                                 | Lugar                               | Medalla                             | Prueba                              |
| 2018                                | Glasgow (Reino Unido)               | Medalla de bronce                   | 100 m mariposa                      |
| 2018                                | Glasgow (Reino Unido)               | Medalla de bronce                   | 4 × 100 m estilos mixto             |
| 2021                                | Budapest (Hungría)                  | Medalla de bronce                   | 4 × 100 m estilos                   |
| 2021                                | Budapest (Hungría)                  | Medalla de bronce                   | 4 × 100 m estilos mixto             |
| 2022                                | Roma (Italia)                       | Medalla de plata                    | 4 × 100 m estilos mixto             |
| Campeonato Europeo en Piscina Corta |                                     |                                     |                                     |
| Año                                 | Lugar                               | Medalla                             | Prueba                              |
| 2019                                | Glasgow (Reino Unido)               | Medalla de plata                    | 100 m mariposa                      |
| 2019                                | Glasgow (Reino Unido)               | Medalla de plata                    | 4 × 50 m estilos                    |
| 2021                                | Kazán (Rusia)                       | Medalla de plata                    | 4 × 50 m estilos mixto              |
| 2021                                | Kazán (Rusia)                       | Medalla de bronce                   | 4 × 50 m estilos                    |